# SV Весов
SV Весов (лат. SV Librae) — одиночная переменная звезда в созвездии Весов на расстоянии (вычисленном из значения параллакса) приблизительно 1858 световых лет (около 570 парсеков) от Солнца. Видимая звёздная величина звезды — от более +11,5m до +10,2m.

## Характеристики
SV Весов — красная пульсирующая переменная звезда, мирида (M) спектрального класса M8e или M8+.